# Jana Grey
Lady Jana Grey, znana tudi kot Lady Jane Dudley in devetdnevna kraljica (angleško: Nine-day Queen), Angleška in Irska kraljica, * 1536/1537, Leicestershire, Anglija, † 12. februar 1554, London.
Bila je sestrična v drugem kolenu angleškega kralja Edvarda VI., prvega protestantsko vzgojenega britanskega monarha. Da bi preprečil ponovno uveljavitev katolištva v državnem vodstvu, je kralj, ki je podlegel bolezni še pred polnoletnostjo, v oporoki zapustil prestol Jani. S tem je odrekel prestol svojima polsestrama Mariji in Elizabeti. Kot kraljica Anglije in Irske je vladala v obdobju od 10. julija do 19. julija 1553, nato pa je vrhovni svetovalni organ monarhije (Privy Council) spremenil stališče in odstavil Jano ter ustoličil Marijo.
Jano so obsodili veleizdaje in zaprli v trdnjavo Tower of London ter v začetku naslednjega leta usmrtili skupaj z njenim možem Guildfordom Dudleyem.

## Poreklo in družina
Jane Grey je bila najstarejša hčer Henryja Greya, markiza Dorsetskega, in lady Frances Brandon. Po materi je bila vnukinja Marije Tudor, mlajše od dveh sester angleškega kralja Henrika VIII., ter tako pravnukinja angleškega kralja Henrika VII. in Elizabete Yorške. V mladosti je pridobila odlično izobraževanje in je izvrstno govorila latinščino, grščino in hebrejščino. Skozi svoje izobraževanje je postala močna pripadnica protestantske vere. Slovela je kot ena najbolj izobraževanih žensk svojega časa. Z izobraževanjem in pod vplivom svojega učitelja je postala verna protestantka.
Jane je imela zelo težko otroštvo. Njena mati je bila dominantna ženska, ki je svojo najstarejšo hčerko imela za prešibko in prenežno. Z rednim pretepanjem je Frances želela učvrstiti tiho Jano. Ker ni uživala materinske ljubezni, se je Jane obrnila h knjigam in hitro izpopolnila svoje znanje jezika in umetnosti. Leta 1546 je bila poslana h Katarini Parr, takratni ženi Henrika VIII. Katarina, ki ni imela otrok, je Jane obsipavala z ljubeznijo, ki je Jane od svoje matere ni dobila. Po Henrikovi smrti se je Katarina četrtič poročila in vzela Jane in svojo pastorko Elizabeto s sabo. Jane je spet ostala brez materinske figure, ko je Katarina umrla hitro po rojstvu svojega edinega otroka. Katarinin vdovec, Thomas Seymour, je želel, da se Jane poroči z Edvardom VI., kar je padlo v vodo, saj je Thomasov brat Edward, stric in regent Edvarda VI., videl zakon s francosko princeso za boljšo politično potezo.
Frances je začela iskati snubce za svojo hčer drugje. John Dudley, vojvoda Northumberlandski, si je zamislil načrt, po katerem bi svojega sina, lorda Guildforda Dudleya, poročil z njeno hčerko in bi potem kot vojvoda Northumberlandski obdržal svojo moč. Zato je vojvoda Northumberlandski za svojega sina Greya prosil za roko njegove hčere. Jane je na začetku zavrnila vojvodov predlog, ker je menila, da je Guildford "grd in neumen". Vendar pa v tem času, kot druge ženske, ni imela izbire, kot da posluša starše, in se je zato 15. maja 1553 poročila z Guildfordom.

## Pravica do prestola
Jane in njeni dve sestri so kot vnukinje Marije Tudor pripadale mlajši liniji za nasledstvo na prestol. Pripadniki starejše linije (po Marijini starejši sestri Margareti) so bili po Henrikovi volji izključeni iz nasledstvenega niza, tako da Škoti ne bi mogli zasesti angleškega prestola. Drug razlog za izključitev članov škotske kraljevske družine iz dednega nasledstva je bil zakon, ki ga je parlament sprejel na novo leta 1431, in je preprečeval tujcem, da bi podedovali angleško zemljo.
Skozi vladavino bolehnega petnajstletnega kralja Edvarda VI. se je postavljalo vprašanje njegovega naslednika. Niti Edvard niti njegov lord zaščitnik (materin brat in skrbnik) nista želela, da bi krono nasledila Edvardova polsestra katoličanka Marija, saj sta se bala obnove katolicizma. Niso želeli priznati pravega razloga, zakaj so Marijo vrgli iz nasledstva, zato je bila uradni razlog Marijina nelegitimnost, kar je pomenilo, da je bila Edvardova druga polsestra tudi odstranjena iz dednega nasledstva. Po Mariji in Elizabeti, ki sta bili ponovno izključeni iz dednega nasledstva, ker sta bili rojeni v Henrikovima razveljavljenima zakonoma, je bila naslednja v vrsti dednega nasledstva  Janina mati, Frances Brandon. S tem vojvoda Northumberlandski ni bil zadovoljen, ker se je bal, da bi njen mož, Henry Grey, lahko zahteval krono zase.
Ko je menil, da je bil načrt dovolj pripravljen, je John Dudley izdal ukaz sodnikom, da pred Edvardovo smrtjo sestavijo oporoko, po kateri bi krono nasledila njegova snaha ali njeni nasledniki, torej njegovi vnuki. Zgodovinarji in pravni strokovnjaki izpodbijajo veljavnost oporoke iz več razlogov, med katerimi je najmočnejši razlog ta, da je oporoko sestavil mladoletni in močno bolan kralj. Oporoka je tudi bila v nasprotju z Zakonom o nasledstvu (Act of succesion), ki ji bil sprejet v času Henrika VIII.

## Devetdnevna vladavina
Edvard VI. je umrl 6. julija 1553, vendar je bila njegova smrt objavljena štiri dneve kasneje. Nasprotno s takratnimi običaji, ko se je naslednik sam proglasil za vladarja, je vojvoda Northumberlandski sam proglasil svojo snaho za kraljico. Takoj po razglasitvi se je z Guildfordom preselila v Tower of London, kjer so kralji po običaju živeli pred svojim kronanjem. Kot nova kraljica je zavrnila svojemu možu pravico do naziva kralj, saj bi s tem znižala svoj status suverena. Namesto tega mu je ponudila naziv vojvoda Clarenški.
John, ki je želel zagotoviti, da njegova petnajstletna snaha ostane na prestolu, je prvo moral odstraniti Marijo, glavno Janino nasprotnico. Marija pa je bila v tem času obveščena o načrtih vojvode Northumberlandske in je pobegnila v Suffolk.
V samo devetih dnevih je Marija zbrala vojsko 20.000 ljudi in je 19. julija vkorakala v London ter izrinila Jano s prestola. Parlament je Marijo še istega dne razglasil za zakonito naslednico in kraljico. John Dudley je bil takoj usmrčen, Jane in Guilford pa sta bila aretirana zaradi veleizdaje.

## Sojenje in usmrtitev
Jane in Guildford sta bila skupaj z njegovim bratom obtožena veleizdaje in zarote proti kraljici. Sojeno jim je bilo 13. novembra 1553 v Londonu. Vsi so bili proglašeni za krive in obsojeni na smrt.  Po razsodbi se je Marija lahko odločila, ali bo Jana bila živa zažgana na Tower Hillu ali pa obglavljena v Towru. Marija I. je Jani prvotno prizanesla s smrtno kaznijo pod vplivom veleposlanika Karla V.,  vendar jo je zaprla v Tower.
Januarja 1554 se je začela protestantska vstaja, ki je želela vrniti Jano na prestol. Ta vstaja je zapečatila Janino sodbo, čeprav ona sama ni bila neposredno vpletena vanjo. Upor je povzročila Marijina poroka s španskim princem Filipom. Ta zakon ji je tudi odvzel začetno popularnost. Janin oče in ostali plemiči so se pridružili vstaji in zahtevali Janino vrnitev na prestol. Filip in njegovi svetovalci so svetovali Mariji, da usmrti Jano in tako enkrat za vselej konča protestantski upor.
V zgodnjih jutranjih urah 12. februarja 1554 je bil Guildford javno usmrčen na Tower Hillu. Kočija je njegovo telo in glavo vrnila v Tower of London, kjer je Jana čakala na svojo usmrtitev. Njej je bila omogočena zasebna usmrtitev v Towru. Zasebne usmrtitve so bile običajno privilegirane samo za ljudi kraljevskega rodu, a Janina zasebna usmrtitev je bila Marijina gesta iz spoštovanja. Zadnje ure svojega življenja je Jana preživela s katoliškim župnikom, katerega ji je Marija neuspešno poslala, da bi jo spreobrnil. Po običaju je rabelj prosil Jano za odpuščanje, kar mu je tudi dala. Zdi se, da njena mati ni storila ničesar, da bi rešila svojo hčer usode, ki ji jo je namenila Marija. Marija sama je umrla štiri leta po tej odločbi. Njen oče je bil usmrčen sedem dni pozneje in leto dni kasneje, marca 1555, se je njena mati ponovno poročila. Frances je Marijo prosila za usmiljenje in odpuščanje, zato je Marija dovolila Frances in njenima hčerama živeti na dvoru. S kratkim življenjem, še krajšim vladanjem in nasilno smrtjo je Jane Grey navdihnila številna literarna, glasbena, likovna in filmska dela.